# Contea di Batang
La contea di Batang (巴塘县S) è una contea della Cina, situata nella provincia di Sichuan e amministrata dalla prefettura autonoma tibetana di Garzê.